# スパイロ×スパークス トンでもツアーズ
『スパイロ×スパークス トンでもツアーズ』（Spyro and Sparx Tondemo Tours）は、2000年3月16日にソニー・コンピュータエンタテインメント（現・ソニー・インタラクティブエンタテインメント）から発売されたPlayStation用ゲームソフト。アメリカで1999年10月31日に発売された "Spyro 2: Ripto's Rage!" （ヨーロッパでは "Spyro 2: Gateway to Glimmer"）の日本ローカライズ版であり、『スパイロ・ザ・ドラゴン』第1作の続編にあたる。
2008年4月17日より、PLAYSTATION Storeのコンテンツダウンロードサービス「ゲームアーカイブス」にて、PS3とPSP向けに配信が開始された。PS3用振動コントローラ「DUALSHOCK 3」にも対応しているが、「PocketStation」には対応していない。

## 作品解説
前作『スパイロ・ザ・ドラゴン』と同じく、主役は小さなドラゴンの子供スパイロとそのパートナーのトンボのスパークスだが、本作は異世界が舞台であるため、主人公が同じである事以外は前作とストーリー上の繋がりはほとんどない。
前作と比べ、多数の新アクションが追加されている。また、各ステージで困っている人たちの依頼をこなしていくという要素が追加され、前作よりもRPG性が増した。フィールドマップの追加や、スパイロの真後ろに一瞬でカメラが移動する操作などもあり、前作よりも利便性が増している。
しかし日本では前作の売り上げ不振によるプロモーション活動の縮小などもあいまってあまり普及せず、3作目 "Spyro: Year of the Dragon" の日本ローカライズ版は発売されなかった。
なお、サブタイトルは日本版も含め、2つの単語の先頭のアルファベットが同じ文字で韻を踏むようになっている（アメリカ版は "Ripto's Rage!" のR、ヨーロッパ版は "Gateway to Glimmer" のG、日本版は "Tondemo Tours" のT）。

### ストーリー
ドラゴンの世界は雨続きで、スパイロとスパークスはうんざり。ちょうどその時、彼らは「ドラゴン・リゾート」行きのゲートを発見する。暖かいところへ遊びに行こうとして彼らはそのゲートに飛び込む。
一方、ドラゴンのいない異世界アヴァラー (Avalar)。平和な世界に突如リプトーという悪者が別の世界から現れ、悪事を働いていた。この世界のリーダー的存在のエローラという女の子は、リプトーを退治するため発明家のはかせに協力してもらい、別の世界への扉を開く「スーパーゲート」でリプトーの大嫌いな強いドラゴンを呼び出そうとする。ところが、そのゲートから出てきたのは巨大なドラゴンではなく、小さなドラゴン・スパイロであった。

## ゲームシステム
前作同様、冒険の基点となるホームステージと、そこからゲートで行ける各ステージに分かれている。今回舞台となるのは3つのキャッスルで、ホームと各ステージ（本作ではそれぞれが別々の国という設定）を冒険してアイテムを集め、ボスを倒して次のキャッスルへと進んでいく形式になっている。前作よりもホームの数は減ったが、その分各ステージのボリュームは上がっている。
前作と違い、セーブはメニュー画面からいつでも行うことが可能。さらに、ステージを行き来した場合は自動でメモリーカードにオートセーブされるようになった。また、ステージ内には妖精のパックルがいる場所があり、彼女の近くを通るとスパイロに電撃を放って進行状況を一時記録してくれる。スパイロが途中でやられた場合は前作のように中間記録地点から再開されるが、これはメモリーカードのセーブとは別扱いなので電源を切ると消えてしまう。
なお、本作ではストーリーの関係上、ステージの一つである「グリムランド」からゲームがスタートし、その後にホームである「サマーキャッスル」へと行くことになる。ヨーロッパ版のサブタイトル "Gateway to Glimmer" はこれが元になっている。

### 冒険の目的・アイテム
ステージの始めにはリプトーの出現により困っている住人が立っていて、彼らの依頼を解決することが主な目的となる。依頼をこなしてゴールに着けばそのステージはクリアとなるが、取り忘れたアイテムなどを集めるため再びそのステージに入ることもできる。
それぞれのステージにダイヤが散らばっているのは前作どおりだが、本作ではそれ以外にマジックアイテムとオーブが存在する。
マジックアイテムはリプトーの手下と戦うために必要な物で、ゲームの前半のそれぞれのステージのメインゲームをクリアするともらうことができる。その形状はステージによって様々。マジックアイテムを規定数集めるとボスステージに挑戦できる。
ステージ途中には本筋とは別のミニゲームも存在し、これらをクリアすることで緑色のオーブが手に入る。オーブはスーパーゲートを動かすための動力源であり、オーブ取得数が少ないと入れないステージも存在する。
また、前作同様ボーナスステージも存在するが、ボーナスステージを一度コンプリートクリアした後は時間無制限のタイムアタックとなり、ステージ内のどこかに隠れているキーキャラクターを探し出せば別のミニゲームに挑戦できる。

### スパイロの新アクション
前作の基本操作はほぼそのまま、新たなアクションが追加されている。ただしL1・R1を使った転がる動作は削除され、視点変更ボタンになった。これに伴い、見回すアクションも△ボタン1回のみで行えるように変更された。スーパーファイヤーやくわえた石などを飛ばす場合は、△ボタンを押すと見回す代わりに照準が出現する。また、ゲームが進めばマネーバッグにダイヤを支払うことで新たなアクションを覚えられる。
ここでは本作から追加されたアクションを解説する。前作までのアクションはスパイロ・ザ・ドラゴン#スパイロのアクションを参照。
グライド&ホップ
グライド中、△ボタンを押すことでグライド中止と同時に一瞬だけ浮き上がることができるようになった。目的地までのグライドの終わり際にホップを使うことで、グライドではぎりぎり届かないような少し遠い場所にも着地できる。
物をくわえる、発射
落ちている石ころなどに近付くと、スパイロがそれを口に含む。その状態で○ボタンを押すとくわえた物を炎の代わりに発射できる。また、△ボタンで照準を合わせることも可能。
泳ぐ、潜水
前作では泳げなかったスパイロだが、本作ではきれいな水に限り水面を泳ぐことができる。さらにマネーバッグから潜水のアクションを教えてもらった後は、水上を泳いでいる時に□ボタンを押すと水に潜ることができるようになる。水中では炎を吹くことはできないが、水中ダッシュでの攻撃はできる。また、スーパーファイヤーなら水中でも発射可能。
壁のぼり
マネーバッグから壁のぼりのアクションを教えてもらった後に使用可能。壁に掛かったハシゴに向かってジャンプすると飛びつき、上り下りすることができる。
頭突き（ヘッドバット）
マネーバッグから頭突きのアクションを教えてもらった後に使用可能。ジャンプ中に△ボタンを押すことで頭から勢いよく真下に落下し、強力な頭突き攻撃をすることができる。普段壊せないような岩や宝箱もこれで破壊可能。

### パワーアップゲート
本作では敵を倒してもダイヤは落とさない。その代わり、ステージ内にパワーアップゲートが存在する場合があり、各ゲートごとに決められた数だけ敵を倒すと起動する。一度ゲートが起動した後はステージを出入りしない限り何回でもくぐって使用することができる。
パワーアップゲートには以下の6種類があるが、それぞれのゲートが設置されているステージは限定されている。
スーパーフライ
一定時間、ジャンプするとボーナスステージのように空を自由に飛べるようになる。
スーパーダッシュ
くぐるとスーパーダッシュになり、□ボタンを押し続けている間、壁にぶつかるまで高速で走り続ける。前作のダッシュマーク床を使ったスーパーダッシュと同じだが、こちらはくぐった瞬間にスパイロが超スピードで駆け出す。
スーパージャンプ
くぐるとスパイロが上空に跳ね飛ばされ、一気に高い場所へ移動できる。
スーパーファイヤー
一定時間炎が強力な火球になり、普通の炎では壊せない硬いものを破壊できる。前作とは違い球体のため、通常よりも遠くに発射できる。また、△ボタンを押すと照準が出現し、目標を狙って撃つことも可能。通常の炎とは違い水中でも使うことができる。
ゲームを完全にクリアすると、ある場所に永久スーパーファイヤーのパワーアップゲートが出現し、これをくぐるとスーパーファイヤーを無制限に通常攻撃として使用することができるようになる。
スーパーアイス
一定時間アイスブレスを吹けるようになる、スーパーファイヤーの氷版。敵を凍らせて一時的に足場にすることができる。
スーパームテキ
一定時間、毒沼や溶岩などの上を歩いてもダメージを受けなくなり、自由に移動できるようになる。

## キャラクター
括弧内はアルファベット表記。英語版ウィキペディア内のen:List of Spyro the Dragon charactersの項目も参照。
スパイロ (Spyro) 声：矢島晶子
主人公。紫色のドラゴンの子供。ドラゴン・リゾートに遊びに行くはずが、なりゆきで平和を取り戻すためにリプトーを倒すことになってしまった。数々の新アクションを引っさげ、やんちゃっぷりがさらにパワーアップ。スパークスには頭が上がらない。
スパークス (Sparx) 声：さとうあい
スパイロの相棒。輝く羽根を持つトンボ。前作では喋らなかったが、今回は的確にスパイロにツッコミを入れる。前作同様スパイロをダメージから守ってくれる。ちょうちょが大好物で、本作では満腹の時にちょうちょを何匹も食べるとスパイロが1UPする。
エローラ (Elora) 声：安達忍
半人半羊のファーン族の女の子。本作の舞台となる世界のリーダー的存在。しっかりした性格と抜群の行動力でみんなの先頭に立つ。
はかせ (Professor) 声：穂積隆信
モグラ族の老発明家。いろいろな研究をしている。彼が別世界への扉を開くスーパーゲートを発明した。
ハンター (Hunter) 声：平田広明
運動神経は抜群だが、お調子者でちょっと抜けているチーターの冒険家。はかせがスーパーゲートを実験中に、彼がこっそり自分の誕生日を入力してしまったことが原因でリプトーが出現してしまった。
マネーバッグ (Moneybags) 声：天田益男
ダイヤに目が無い強欲商人。しかしスパイロがダイヤを支払えば、その代わりに橋を掛けてくれたり新アクションを教えてくれたり新たなゲートを開いたりなど、冒険のさまざまなサポートをしてくれる。
パックル (Puckle、アメリカ版ではZoe) 声：篠原恵美
妖精族の女の子。ステージの進行状況を一時記録してくれる他、冒険のヒントなども教えてくれる。
リプトー (Ripto) 声：内海賢二
異世界から現れた悪の魔法使い。強力な魔法でキャッスルを占領し、世界征服を狙う。ドラゴンが大の苦手。部下に、怪力の棍棒使いグラップ (Glup、アメリカ版ではCrush) と、なんでも食べる巨体のガルプ (Gulp) という2匹のモンスターがいる。なおリプトーという名前の由来は、日本版のロゴマークの「スパイロ」という文字がアルファベットの「RIPTO」と読めたことから、アメリカ版の開発スタッフによって名付けられた。

## 日本版の変更点
前作と同じく、フィールドマップには道しるべやヒントとなる看板が追加されている。
カメラ視点は、前作の日本版を継承した3D酔い対策で激しい移動の少ない「ひょうじゅん」と、前作のディレクターズカットモードやアメリカ版のPassiveモードに当たる、ダッシュ移動した時のみスパイロ視点に切り替わる「エキスパート」が存在し、ゲーム中のオプション画面でいつでも切り替えられる。どちらも、通常時はゆっくりとカメラが自動でスパイロの後ろに移動し、L1かR1を押すことで一瞬でスパイロの後ろにカメラが移動する。なお、前作の日本版と同じくActive視点は存在しない。
この他、前作同様PocketStationを使用してトンボを育てるミニゲーム「ぼうけん! スパークス」が追加されている。

## その他
- 『月刊コロコロコミック』2000年3月号から5月号（小学館）にかけて、『とんでもアドベンチャー スパイロくん』という、このゲームを基にしたギャグ漫画が掲載されていた。漫画は春風邪三太。未単行本化。
- 本作のプロトタイプ体験版が『クラッシュ・バンディクー レーシング』に隠しモードとして収録されていた。ただし、開発中のためタイトルは『スパイロ・ザ・ドラゴン2（仮）』になっていた。
- 作中のステージ「ホットハタビアン」でサルを捕まえるミニゲーム「ハンターとサル☆ゲッチュ」にて、サルたちの中に1匹だけ『サルゲッチュ』のピポサルがゲスト出演している。

## 関連書籍
- 『スパイロ×スパークス トンでもツアーズ 公式ガイドブック』 ISBN 4-09-102837-3 小学館<ワンダーライフスペシャル>、2000年4月